# Daniel Méndez (wielrenner)
Daniel Alejandro Méndez Noreña (Bogota, 2 juni 2000) is een Colombiaans wielrenner.

## Carrière
Als eerstejaars junior werd Méndez in 2017 zesde op het door Diego Jaramillo gewonnen nationale kampioenschap tijdrijden. Een jaar later nam hij deel aan de Ronde van Vlaanderen voor junioren, die hij niet uitreed. 
In 2020 maakte Méndez de overstap naar Equipo Kern Pharma. In zijn eerste jaar bij de ploeg nam hij deel aan onder meer de Ronde van Burgos. Omdat de ploeg in 2021 een stap hogerop deed, werd Méndez dat jaar prof. Dat seizoen werd hij onder meer negentiende op het nationale wegkampioenschap en vijftiende in het door zijn ploeggenoot José Félix Parra gewonnen eindklassement van de Ronde van de Elzas. In 2022 maakte Méndez zijn debuut in de WorldTour toen hij aan de start stond van de Ronde van het Baskenland.

## Ploegen
- 2020 –  Equipo Kern Pharma
- 2021 –  Equipo Kern Pharma
- 2022 –  Equipo Kern Pharma
- 2023 –  EPM-Scott

Adrià · Agirre · Araiz · Arrieta · Berrade · Carboni (vanaf 9/9) · Carretero · J. Castrillo · Cobo · Galván · C. García Pierna · R. García Pierna · Jaime · D. Lopez · J. López · Marquez · Mendez · Miquel · Moreno · Novikov · Parra · Řepa · Ruiz · Sánchez · van der Tuuk · P. Castrillo (stagiair) · Fernandez (stagiair) · Retegi (stagiair)